# Habano

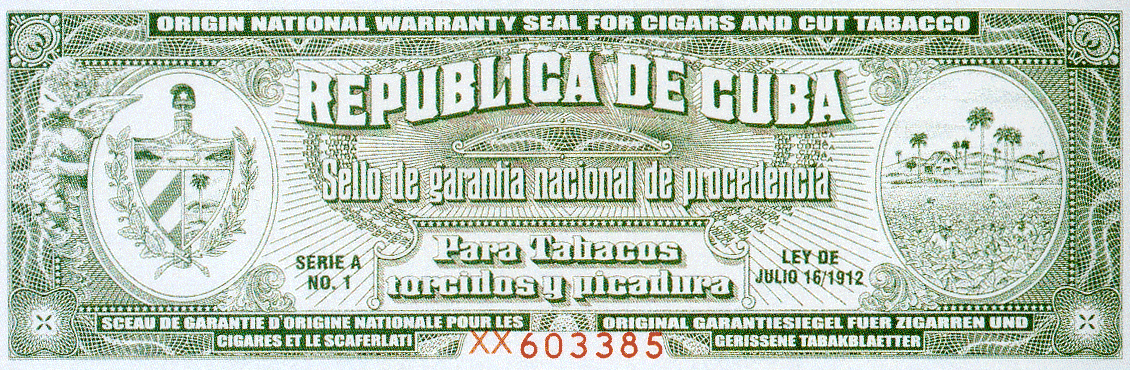
Garantiesiegel auf den Kisten kubanischer Zigarren

Habano (männlich, weil el cigarro; im deutschen Sprachraum als Havanna-Zigarre oder kurz Havanna bekannt) ist die Bezeichnung für eine aus Kuba stammende und aus kubanischem Tabak hergestellte Zigarre. Der exklusive Vertrieb dieser Zigarren liegt bei der Firma Habanos SA. Der Name kommt von der Stadt Havanna, wo der Haupthafen für den Export der Zigarren ins Ausland ist. Auch befinden sich dort die berühmtesten Manufakturen zur Herstellung der Habanos.

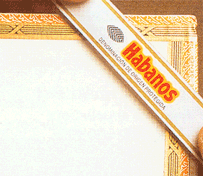
Habanos-Logo auf dem Kistendeckel

Der Name Habano ist reserviert für Zigarren von mindestens drei Gramm Gewicht, die in Kuba unter definierten Qualitätskriterien der dortigen Tabakindustrie hergestellt werden und aus schwarzem Tabak bestehen, angebaut in verschiedenen Regionen Kubas, welche auch durch ihre Herkunftsbezeichnung geschützt sind. Die teureren Marken der Habano werden ausschließlich per Hand gerollt, die preiswerteren teilweise auch maschinell.

## Anbau und Verarbeitung des Tabaks

### Anbaugebiete
Hauptanbaugebiet für Habanotabak ist die Provinz Pinar del Río, im äußersten Westen Kubas. Hier sind Regenmenge, Bodenbeschaffenheit und Temperatur ideal.
Das Anbaugebiet für den besten Tabak befindet sich in der Region Vuelta Abajo und erstreckt sich rund um Pinar del Río, San Luis und San Juan y Martínez. Hier ist rund ein Viertel Anbaufläche für den Anbau von Tabak für die Havanna geeignet.
Ein weiteres Anbaugebiet namens Semi Vuelta befindet sich rund um Consolación del Sur, ebenfalls noch in der Provinz Pinar del Río. Nur ein geringer Prozentsatz der hiesigen Tabakproduktion wird jedoch für die Herstellung der Habanos verwendet.
Rund um San Antonio de los Baños in der Provinz Artemisa liegt das Anbaugebiet Partido, das Anfang des 17. Jahrhunderts für den Tabakanbau entdeckt wurde. Ähnlich wie Semi Vuelta ist Partido auf die Kultivierung von Deckblättern für die Habanos spezialisiert.
Die am weitesten östlich gelegene Tabakanbauregion für die Habanos wird Vuelta Arriba genannt und ist zweigeteilt in zwei Gebiete:
- Remedios, das von der gleichnamigen Stadt in der Provinz Villa Clara südlich in die Provinz Sancti Spíritus bis kurz vor die Stadt Trinidad reicht: das größte und älteste Tabakanbaugebiet. Der hier angebaute Tabak hat seinen eigenen, typischen Geschmack und wird nur für eine einzige Habano-Marke verwendet: die José L. Piedra.
- Oriente: Hier landete Kolumbus 1492 und entdeckte dabei auch den kubanischen Tabak. Auch heutzutage wird hier noch Tabak angebaut, jedoch nicht für die Herstellung von Habanos verwendet.

### Anbaumethoden

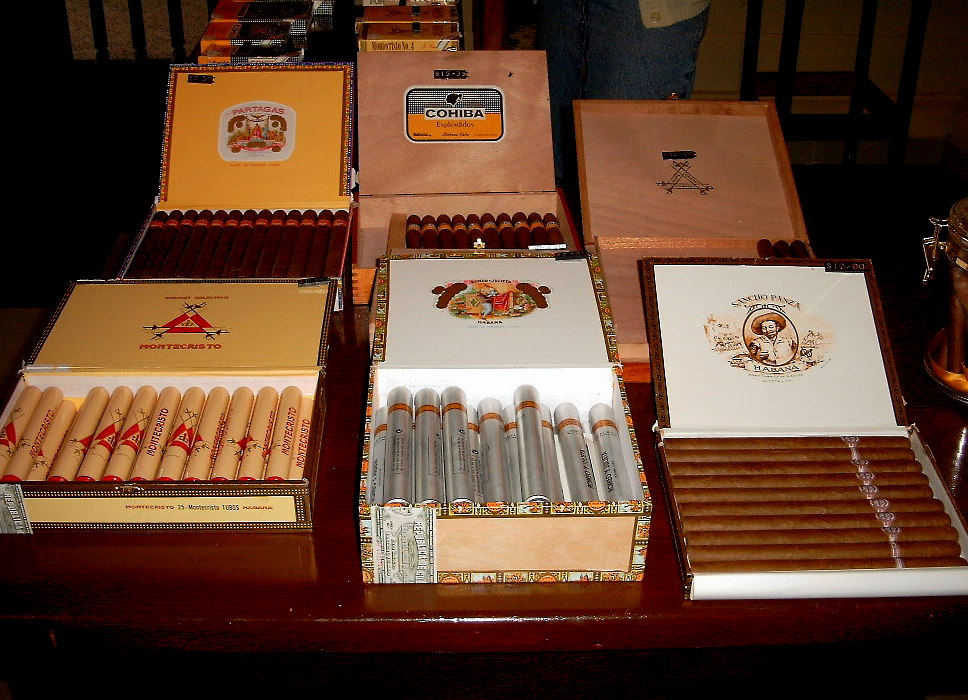
Auswahl kubanischer Zigarren

Es gibt zwei grundsätzlich unterschiedliche Anbaumethoden für Tabakblätter.
- Im Schatten (unter Planen) werden die Deckblätter angebaut. Die Baumwollplanen verhindern die direkte Einstrahlung von Sonnenlicht und konservieren gleichzeitig die Wärme. Die Tabakblätter werden größer und dünner – perfekt für die Deckblätter von Zigarren.
- Der Fülltabak und der Binder reifen unter direkter Sonneneinstrahlung. Daraus resultiert Tabak verschiedener Geschmacksrichtungen, später zur Komposition verschiedener Havanna-Marken verwendet.

Die Anbausaison beginnt in der Sommerhitze der Monate Juni und Juli und dauert über neun Monate an. Die Zeit zwischen erster Aussaat und Abschluss der Ernte beträgt 19 Wochen für die Pflanzen, die unter Planen reifen, und 16 Wochen für sonnengereifte Pflanzen. Der Boden muss vorher sorgfältig gepflügt werden, damit er größtmögliche Lockerheit aufweist. Die Setzlinge werden auf speziellen Beeten vorgezüchtet. Nachdem sie auf eine Größe von 13 bis 15 Zentimeter angewachsen sind, werden sie auf die eigentlichen Tabakfelder gepflanzt. Rund 40 Tage später kann dann mit der Ernte begonnen werden. Pro Pflanze sind immer zwei bis drei Blätter gleichzeitig erntereif. Die Abernte einer Tabakpflanze zieht sich über rund 30 Tage hin.

### Verarbeitung
Nach der Ernte benötigen die Tabakblätter einige Monate, teilweise sogar Jahre der speziellen Behandlung, bis aus ihnen eine Havanna-Zigarre gemacht werden kann. Zuerst müssen sie nach traditioneller Methode in Tabakhäusern reifen, wo sie komplett dem lokalen Klima ausgesetzt sind. Lichteinfall und Ventilation werden ständig überwacht und angepasst, um natürliche Schwankungen von Temperatur und Luftfeuchtigkeit ausgleichen zu können.
Mit Abschluss dieser Arbeiten werden die Tabakblätter in Bündeln zur ersten Fermentation gegeben, die für die Qualität der Zigarren notwendig ist. Dabei werden Fremdstoffe aus den Tabakblättern ausgeschwitzt, Säure, Teer und Nikotin reduziert.

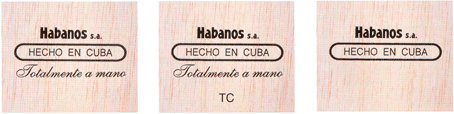
Brandstempel auf der Unterseite der Kisten

Danach erfolgt die Sortierung und Klassifikation der Tabakblätter. Die maßgeblichen Kriterien sind Größe, Farbe und Struktur. Den Deckblättern gebührt hierbei größte Aufmerksamkeit. Sie werden in rund 50 Kategorien eingeteilt, damit sichergestellt ist, dass nur die besten Deckblätter eine Habano zieren. Sonnengereifte Blätter werden in drei Größenklassen und drei Geschmackskategorien unterteilt: ligero (leicht), seco (trocken), volado (jähzornig). Die Kategorie Volado bilden die untersten und kleinsten Blätter einer Tabakpflanze, auch Fortaleza 1 (Stärke 1) genannt. Die mittleren, größeren kommen in die Kategorie Seco. Sie besitzen ein gutes Aroma und haben mittlere Stärke (Fortaleza 2). Sie werden meist als Binder verwendet. Die obersten, größten, bilden die Kategorie Ligero (Fortaleza 3). Aussortierte Tabakblätter, die den Qualitätsstandards nicht standhalten, werden für Nicht-Havannazigarren und Zigaretten verwendet.

## Habano-Marken

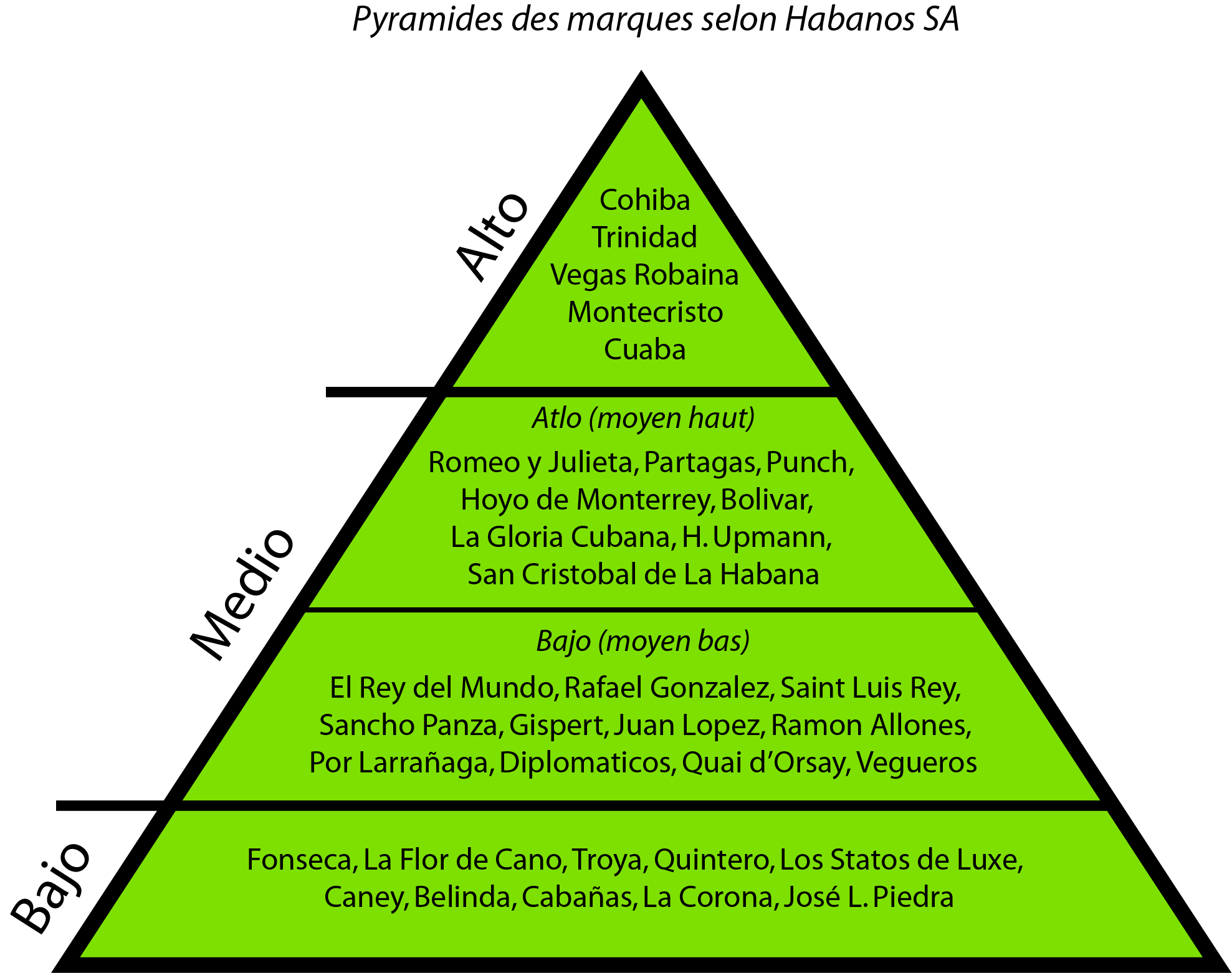
Markenpyramide mit niedrigem (bajo), mittlerem (medio) und gehobenem (alto) Preis- und Qualitätssegment der Firma Habanos SA.

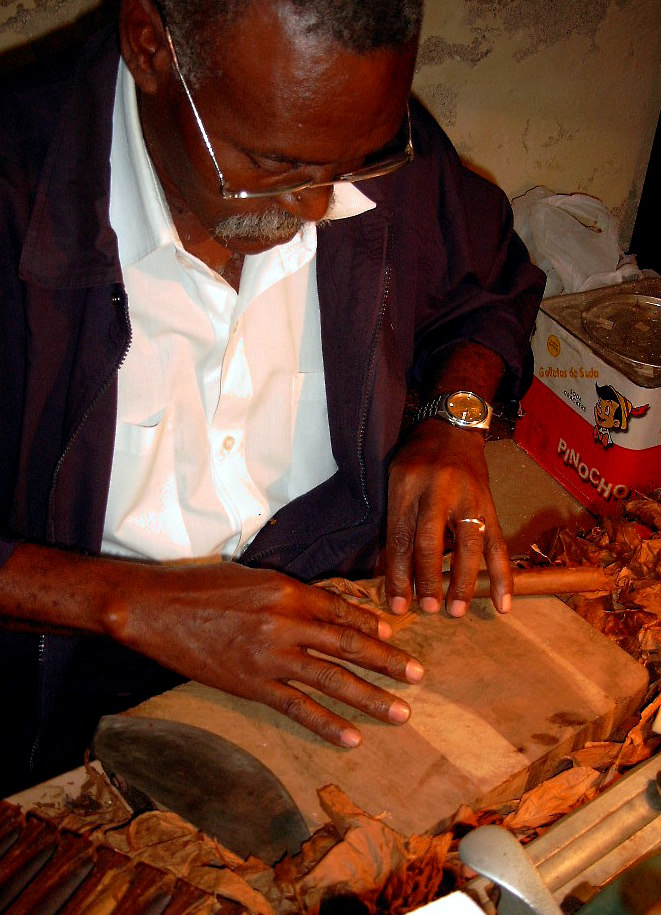
Zigarrendreher

Globale Marken
- Cohiba
- Montecristo
- Partagás
- Romeo y Julieta
- Hoyo de Monterrey
- H. Upmann
- José L. Piedra

Multilokale Marken
- Bolívar
- Punch
- Vegas Robaina
- Quintero

Nischenmarken
- Cuaba
- Trinidad
- San Cristóbal de La Habana
- Fonseca

Lokale Marken
- Diplomáticos
- Sancho Panza
- Rafael González
- La Gloria Cubana
- El Rey del Mundo
- Flor de Cano
- Cabañas
- Los Statos de Luxe
- Troya
- Gispert
- Belinda
- Vegueros
- Por Larrañaga
- Quai d’Orsay
- Juan López
- Ramón Allones
- Saint Luis Rey
- Guantanamera